# Husie landskommun
Husie landskommun var en tidigare kommun i dåvarande Malmöhus län.

## Administrativ historik
Kommunen bildades i Husie socken i Oxie härad i Skåne när 1862 års kommunalförordningar trädde i kraft. 
1935 uppgick kommunen i Malmö stad som 1971 ombildades till Malmö kommun.